# Laguna (del av en befolkad plats)
Laguna är en del av en befolkad plats i Australien. Den ligger i kommunen Cessnock och delstaten New South Wales, i den sydöstra delen av landet, omkring 97 kilometer norr om delstatshuvudstaden Sydney. Antalet invånare är 639.
Runt Laguna är det ganska glesbefolkat, med 25 invånare per kvadratkilometer.. Närmaste större samhälle är Paxton, omkring 17 kilometer nordost om Laguna. 
I omgivningarna runt Laguna växer huvudsakligen savannskog. Genomsnittlig årsnederbörd är 1 286 millimeter. Den regnigaste månaden är februari, med i genomsnitt 201 mm nederbörd, och den torraste är juli, med 36 mm nederbörd.